# Sault-au-Récollet
Pour les articles homonymes, voir Sault et Récollet (homonymie).

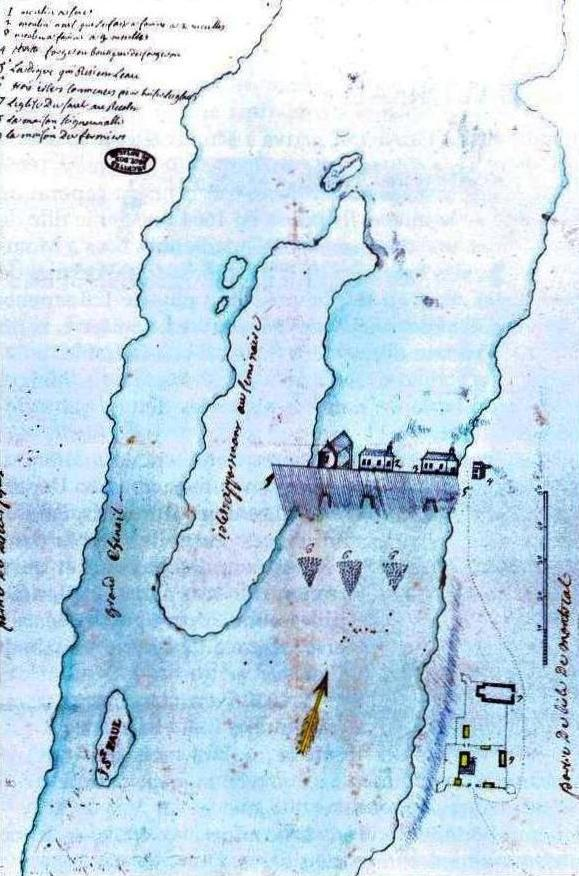
Les moulins du Sault-au-Récollet. En 1726, les sulpiciens ont fait construire une digue entre l'île de Montréal et l'île de la Visitation afin d'y établir des moulins. La même année, une scierie fut installée. On érigea ensuite un moulin à farine en pierre.

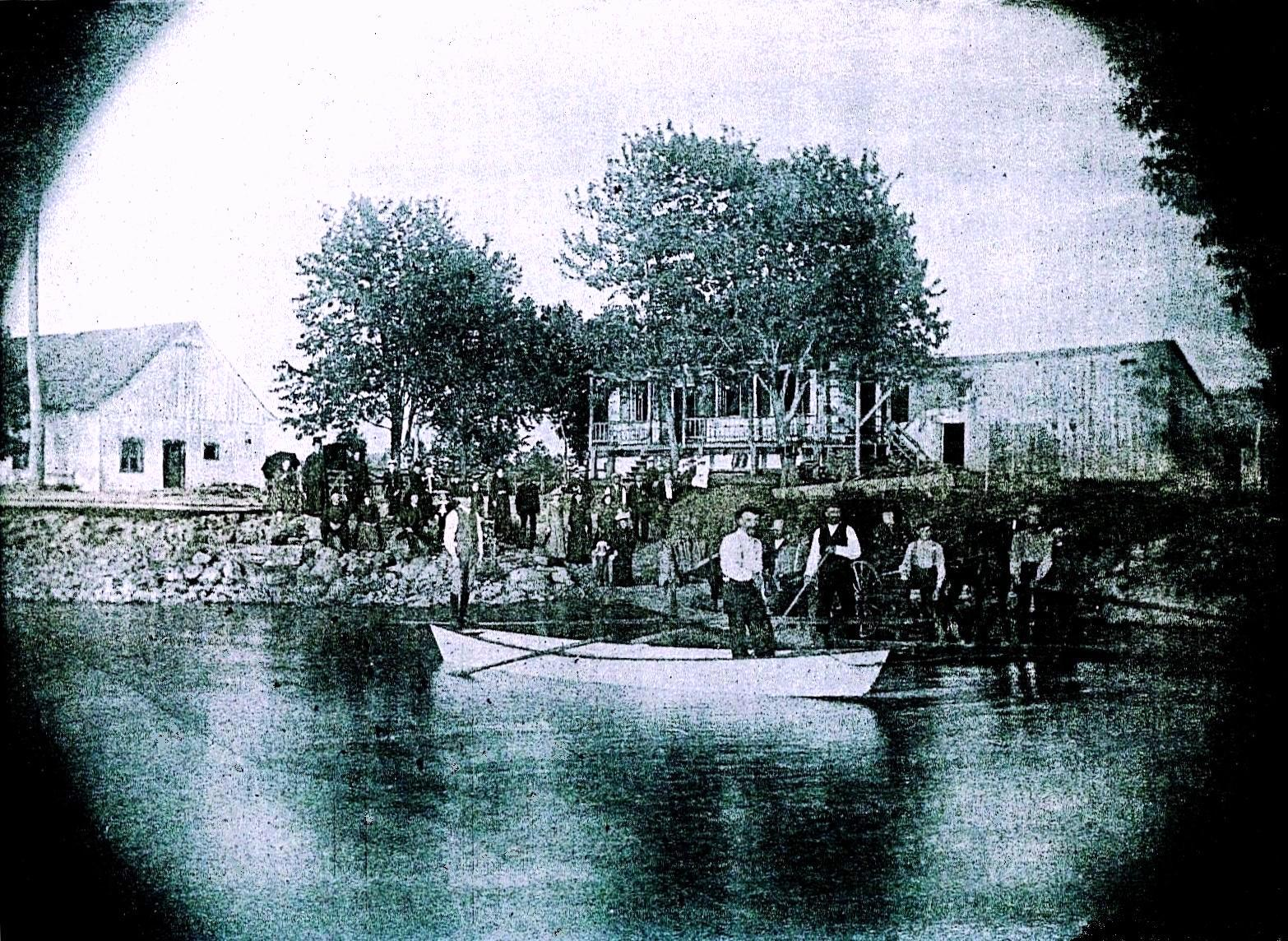
La traverse de Zéphirin Sigouin et de Joseph L'Archevesque du côté de ce dernier, c'est-à-dire au Sault-au-Récollet, vers 1890.

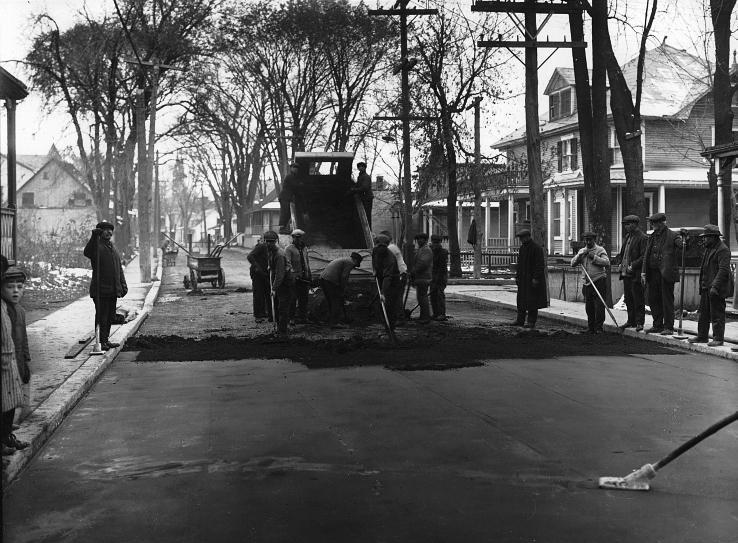
Ouvriers étendant de l'asphalte, Sault-au-Récollet, vers 1930

Sault-au-Récollet [so o ʁekɔlɛ] est un quartier de référence et une ancienne municipalité de l'île de Montréal situé dans l'arrondissement Ahuntsic-Cartierville de la ville de Montréal.

## Toponymie
- Nommé ainsi en souvenir de la noyade du Père missionnaire récollet Nicolas Viel dans la Rivière des Prairies en 1625 en compagnie d'un jeune français surnommé Ahountsic (voir: Ahuntsic) par les Hurons[1].
- Sault, en ancien français, désigne des rapides.
- La paroisse porte le nom de : La Visitation du Sault-au-Récollet.

## Histoire
De l'an 1535, date du premier Européen aux Indes Occidentales, à l'implantation de Ville-Marie en 1642, la rivière des Prairies, en particulier le Sault-au-Récollet, fut témoin des premiers événements qui marquèrent les débuts de l'histoire de l'île du Mont-Royal, une île qui finalement prit le nom de l'île de Montréal.
Aussi, le Sault-au-Récollet est-il aujourd'hui riche en lieux de mémoire, lieux qui au cours des siècles ont été peu à peu effacés. Site d'accueil de Jacques Cartier dans sa venue au Mont Royal, le lieu fut le témoin des premiers instants de la Nouvelle-France, du Canada. Avec l'implantation de Ville-Marie à la place Royale, l'histoire du Sault-au-Récollet tomba peu à peu dans l'oubli. Reste aujourd'hui ici et là au Sault-au-Récollet des lieux de mémoire en nombre élevé qui rappellent les débuts d'un pays, la Nouvelle-France, maintenant devenue le Canada.

### Repères chronologiques
- 1749-1751 : Construction de l'église de la Visitation de la Bienheureuse-Vierge-Marie
- 1736 : Constitution de la paroisse La Visitation du Sault-au-Récollet.
- 1798 : Construction du moulin du Gros-Sault par les Sulpiciens et création d'un canal qui forme l'île Perry.
- 1845 : Constitution de la municipalité de la paroisse du Sault-au-Récollet.
- 1896 : Constitution de la municipalité du village d'Ahuntsic par détachement de celle de la paroisse du Sault-au Récollet.
- 1897 : Constitution de la municipalité du village de Saint-Joseph-de-Bordeaux par détachement de celle de la paroisse du Sault-au-Récollet.
- 1910 : Constitution de la municipalité du village du Sault-au-Récollet.
- 1914 : Le village du Sault-au-Récollet devient ville.
- 1915 : La municipalité de la paroisse du Sault-au-Récollet devient ville et adopte le nom de Montréal-Nord.
- 1916 : Annexion de la ville du Sault-au-Récollet par celle de Montréal.

### Exploration de l'île du Mont-Royal

#### Première messe dite sur l'île de Montréal (24 juin1615)

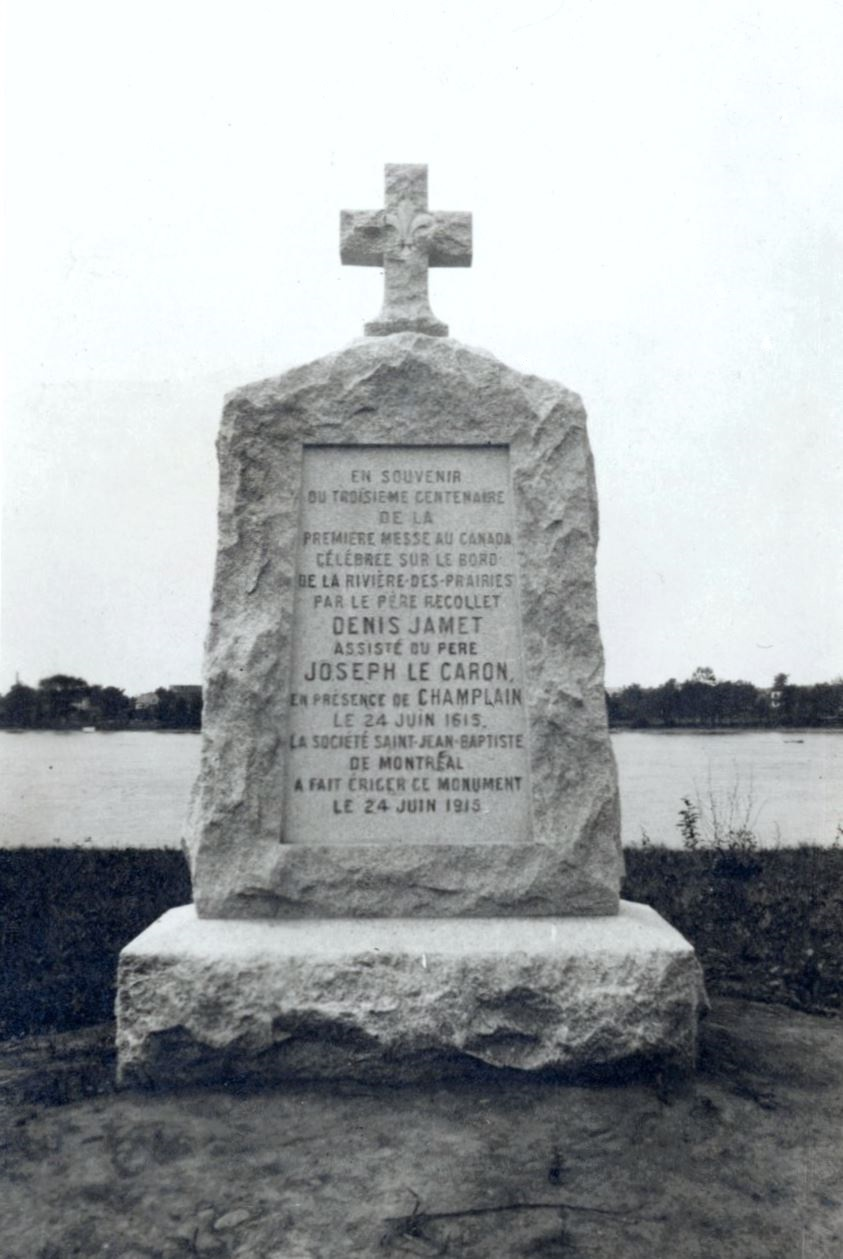
Monument au 3e centenaire de la première messe sur l'île de Montréal

La première messe célébrée sur l'île de Montréal eut lieu le 24 juin 1615 à la rivière des Prairies, par le Père Denis Jamet assisté du Père Joseph Le Caron. En commémoration de cette première messe, la ville de Montréal fit ériger en 1915 au milieu du parc Nicolas Viel une stèle en granit surmontée d'une croix. L'une des faces de cette stèle rappelle cette première messe célébrée à Montréal le 24 juin 1615, sur la rive de la rivière des Prairies, par le Père Denis Jamet. L'autre face rappelle le souvenir du Père Viel et de son protégé, Ahuntsic.
Cette stèle du sculpteur J.-C. Picher fut l'œuvre de la Société Saint-Jean-Baptiste de Montréal. De plus, le visiteur pourra prendre connaissance de la magnifique toile du peintre Georges Delfosse à la cathédrale Marie-Reine-du-Monde, boulevard René-Lévesque à Montréal dont l'illustration est tirée.
Au sujet de cette première messe dite sur l'île du Mont-Royal, Samuel de Champlain déclare : « et le jour suivant, je party de là pour retourner à la rivière des Prairies, où estant avec deux canaux de Sauvages, je fis rencontre du père Joseph, qui retournoit à notre habitation, avec quelques ornements d'Église pour celebrer le saintc Sacrifice de la messe, qui fut chantee sur le bord de ladite riviere avec toute devotion, par le Reverend Pere Denis, et Pere Joseph, devant tous ces peuples qui estoient en admiration, de voir les ceremonies dont on fait et des ornements qui leur sembloient si beaux, comme chose qu'ils n'avoient jamais veuë: car c'estoient les premiers qui ont celebré la Saincte Messe » (Œuvres de Champlain - p. 504, abbé C.-H. Laverdière, M. A.)

#### Tragédie du Sault-au-Récollet (1625)
Noyade de Nicolas Viel et son protégé Ahuntsic (Auuntsic). Samuel de Champlain malgré le nombre de ses écrits ne décrit pas ce qu'on sait aujourd'hui être la tragédie de Nicolas Viel, ce Récollet qui se noya au Sault-au-Récollet. Pour mieux connaître cet incident, nous nous reporterons au mémoire que nous a laissé Pierre-François-Xavier de Charlevoix. Il décrit ainsi la tragédie : « Le père Nicolas Viel après avoir demeuré près de deux ans chez les Hurons, eut envie de faire un tour à Québec, pour y passer quelque temps dans la retraite. Des Sauvages, qui se disposaient à faire le même voyage, lui offrirent une place dans leur Canot, et il l’accepta. Ils suivirent la rivière qui sépare l’Isle de Montreal de celle de Jesus, et qu’on appelle communément la rivière des Prairies. Et au milieu de cette rivière il y a un Rapide, que les Sauvages, au lieu de mettre à terre et de faire ce qu’on appelle un portage, voulurent sauter avec un canot. Soit qu’ils eussent pris mal leurs mesures, soit qu’ils le fissent exprès, le Canot tourna; le Pere Viel et un jeune Neophyte, qui l’accompagnoit, se noyérent. Et c’est cet accident qui a fait donner au Rapide le nom de Sault-au-Recollet, qu’il porte encore. »
Et Charlevoix termine son récit en ajoutant qu’alors les Hurons se sauvèrent. Et puisque ces Hurons étaient apparus mal disposés envers le récollet Viel, on eut de graves soupçons envers eux. Certains ajoutèrent que la chose avait été intentionnelle et planifiée. D’autant plus que les bagages du père Viel avaient été saisis par “ces Barbares”. L’incident eut pour effet qu’à Trois-Rivières, les pères Baillon et Brébeuf différèrent à plus tard des voyages qu’ils désiraient entreprendre vers le pays des Hurons. Cette mort tragique du père Viel retardera quelque peu l'arrivée des Jésuites qui s'apprêtaient alors à venir prêter main-forte aux Récollets en Huronie.

### Rivière des Prairies - point de développement original de Montréal
Aujourd'hui, le secteur de la rivière des Prairies est énormément riche en lieux de mémoire. Voie principale de canotage des Autochtones avant l'arrivée des Européens, c'est par cette voie qu'en 1603 le commerçant Pont-Gravé assisté du cartographe de Samuel de Champlain entra sur l'île du Mont-Royal. En 1615, une première messe était dite par le père Jamet assisté du père Le Caron, ce sur les rives de cette rivière. En 1625, le récollet Viel se noya dans l'un des saults, le Gros Sault. De cet incident, le quartier trouva son toponyme: le Sault-au-Récollet. Pendant plus d'un siècle, le Sault constitua la porte d'entrée vers l'intérieur dans un territoire alors appelé les Indes Occidentales. Missionnaires, aventuriers, coureurs des bois, nombre d'entre eux à destination du Mississippi et au-delà, de la Chine et des Indes, y passèrent et y laissèrent leurs traces. Tels : Samuel de Champlain, Étienne Brulé, Gabriel Sagard, père Le Caron, Jean Nicollet, Pierre-Esprit Radisson, Jacques Marquette, La Vérendrye et d'une multitude autres missionnaires, explorateurs et aventuriers. En 1650, le Sault-au-Récollet atteignait son apogée. En 1696, le sulpicien Vachon de Belmont y construisait un fort, le Fort Lorette, et la dotait d'une chapelle, la chapelle de la Visitation de la Bienheureuse Vierge Marie. En 1751, une église remplacera la chapelle devenue trop petite.
Mais était survenu en 1642 un événement inattendu, celui de la fondation d'une petite colonie à place Royale : Ville-Marie. Alors peu à peu le développement de l'île se déplaça de la rivière des Prairies à Ville-Marie.

#### Montréal-Nord. lieu de développement premier de Montréal
Montréal-Nord peut être fier des événements des premières heures de la Nouvelle-France survenus sur son territoire. La rivière des Prairies constitua alors la porte d'entrée dans les Indes Occidentales. Aussi, les territoires environnant Montréal-Nord sont riches en lieux de mémoire. Le patrimoine historique de ces lieux a peu à peu été effacé du conscient des gens. Site de passage en 1535 de Jacques Cartier en route vers Hochelaga, la rivière des Prairies fut le témoin des premiers instants du Canada. De l'an 1535 à 1642, la rivière des Prairies fut la porte d'entrée des missionnaires, des explorateurs, des aventuriers, vers l'intérieur d'un vaste territoire alors inconnu, les « Indes Occidentes ». Peu à peu, ils pénétrèrent les Grands Lacs, descendirent un vaste fleuve, le Mississippi, puis colonisèrent son entrée, la Nouvelle Orléans. Puis ils voguèrent sur la vaste mer découverte par Christophe Colomb en 1492 : le golfe du Mexique.

#### Le fort Lorette, œuvre de Vachon de Belmont
On ne peut pleinement apprécier ce que fut le Fort Lorette sans connaître qui a été son auteur, le sulpicien Vachon de Belmont. Né en France en 1645 dans une famille financièrement aisée et avantageusement connue, il s’intéressa très tôt aux installations fortes, en particulier aux installations militaires. Une étude de Vachon de Belmont faite sur le web (au site Divers peizages figures et fortifications dessinees a la main en lanée 1675 révèle qu’il s’intéressa dans son jeune âge à ce type d’installation militaire. En 1681 Vachon de Belmont parvenait à l’île de Montréal, en fait à l’île du Mont Réal comme l’île était alors connue. C’était 146 ans après la venue en 1535 de Jacques Cartier à Hochelaga.
Attaché à la Mission de la Montagne, mission créée vers 1675 et destinée à la conversion des Autochtones et à leur francisation, Vachon de Belmont constata tôt le besoin de pourvoir la mission d'une place forte. En 1683, la mission comptait 210 Autochtones vivant dans 26 cabanes. Elle couvrait alors de vastes champs en culture. En 1685, il décida de construire alors, ce à ses frais, le Fort de la Montagne. Aussi, pendant longtemps, ce fort sera connu comme le Fort Belmont. Quatre bastions de forme poivrière constituèrent le système défensif de la mission. De ce Fort de la Montagne, il ne reste malheureusement que peu de chose. Aujourd’hui, deux des quatre bastions ont été conservés et peuvent être admirés sur Sherbrooke, coin rue Du Fort. Onze ans plus tard, Vachon de Belmont dotera le Sault-au-Récollet d'un fort semblable, le Fort Lorette.
Cet homme que les Iroquois aimaient appeler « robe de fer ». Le site choisi par Vachon de Belmont (sulpicien souvent appelé par les Iroquois « Soutane de fer ») visait d’une part à dégager la Mission et le Fort de la Montagne trop occupés, mais également à éloigner les Indiens des cabarets de Ville-Marie, dont trop souvent ils sortaient ivres. Par ailleurs le site choisi se situait alors en territoire difficile, sur l’axe de canotage préféré des Iroquois. Cette rivière des Prairies était alors connue comme la rivière des Iroquois et était alors le point d’entrée des Iroquois dont Ville-Marie eut tant à souffrir à ses débuts. Aussi, le site choisi devait-il posséder les moyens de défense contre les attaques possibles des ennemis. De plus le fort se devait d’abriter les fonctions usuelles à toute mission, telle celle d'hébergement et d’éducation des Autochtones.
Chose particulière, le site choisi se trouvait sur un territoire hautement historique. Il avait connu la venue du premier Européen, un Breton, Jacques Cartier en route pour Hochelaga alors à la recherche d'une voie d'eau vers les Indes. À la suite de la venue de l'explorateur, cette rivière devint la porte d’entrée des mille coureurs des bois, des missionnaires, des explorateurs et des commerçants visant à découvrir et exploiter l'immense territoire des Indes Occidentales, un territoire alors inconnu. Le 24 juin 1615, cette rivière des Prairies était le site de la première messe dite sur l’île de Montréal, celle père Denis Jamet assisté du père Joseph Le Caron. En 1625 le site était témoin de la noyade dans l'un des saults de la rivière des Prairies du père Nicolas Viel, récollet, et de son protégé Ahuntsic. D'ores et déjà, le territoire entourant cette rivière prit le nom de Sault-au-Récollet.
La ville de Sault-au-Récollet, créée le 11 avril 1910, comprenait le territoire de l'Île-de-la-Visitation, la côte du Sault-au-Récollet et la partie du lot no 505. Elle a été annexée à Montréal en 1916.

## Aujourd'hui
De nos jours, Sault-au-Récollet est un quartier de l'arrondissement Ahuntsic-Cartierville, à Montréal. La ville de Montréal a constitué l'ancien village du Sault-au-Récollet comme site du patrimoine le 6 avril 1992.